# Shuitu
Shuitu (kinesiska: 水土) är ett stadsdelsdistrikt i sydvästra Kina. Det ligger i stadsdistriktet Beibei  i storstadsområdet Chongqing, omkring 26 kilometer norr om det centrala stadsdistriktet Yuzhong. Antalet invånare är 44 551. Befolkningen består av 21 939 kvinnor och 22 612 män. Barn under 15 år utgör 10,0 %, vuxna 15-64 år 77 %, och äldre över 65 år 12,0 %.